# Низовой, Павел Георгиевич
Па́вел Гео́ргиевич Низово́й (настоящая фамилия Тупиков; 1882—1940) — русский советский писатель, редактор.

## Биография
Родился 18 (30) октября (по другим данным — 11 ноября) 1882 года в деревне Новосёлки Кинешемского уезда Костромской губернии (ныне Островский район Костромской области) в крестьянской семье.
Рано начал зарабатывать на жизнь — был маляром, стекольщиком, кровельщиком, живописцем, фотографом, делал мыло и краски. Занимался самообразованием: на Пречистенских рабочих курсах и на лекциях в народном университете Шанявского. Много путешествовал по России.
Печататься начал в 1907. За фельетон «Они танцуют» в 1912 году выслан из Москвы. В 1913— 1914 годах редактор журнала «Живое слово», в котором печатался под псевдонимом П. Георгиев.
Сначала автор научно-популярных книг по истории, этнографии, астрономии. Во время Первой мировой войны санитар. В 1918 вместе с А. С. Новиковым-Прибоем приехал в Барнаул, где прожил до 1920, участвовал в местной литературной жизни, в том числе в литературном объединении «Агулипрок», публиковал очерки, рассказы, миниатюры в журнале «Сибирский рассвет». Избежав немецкого плена, скрывался от белогвардейцев в Телецком лесничестве горного Алтая. Работал там объездчиком-лесником С 1920 печатался под псевдонимом Низовой.
Вернувшись в Москву в 1920 году, по алтайским впечатлениям создал повести «Черноземье», «В горах Алтая», рассказы «В горных ущельях», «Золотое озеро». Повесть «Язычники» (1922) написана под влиянием Гамсуна. В 1921—1923 годах входил в объединение «Кузница».
Умер в 1940 году. Похоронен на Ваганьковском кладбище (26 уч.).

## Творчество
Многие произведения Низового знакомят детей старшего возраста с историческими событиями революционной эпохи, с жизнью деревни в это сложное время, с отзвуками гражданской войны и с величественной природой Алтайского края.
Особенно слабы в художественном отношении его произведения на тему пятилетки, например, роман «Сталь» (1932). У Низового почти отсутствует литературное чутьё, что сказывается, например, в переизбытке эпитетов.

## Сочинения
- 1913 — Часовня. — На промыслы
- 1915—1916 — О земле и небе; Сказка о капельках: научно-популярные сочинения
- 1921 — Пахомовка; Крыло птицы: рассказы
- 1922 — Язычники
- 1923 — Черноземье: повесть
- 1924 — Тени
- 1924 — Митякино: повесть
- 1926 — Крыло птицы
- 1926 — На земле: пьеса
- 1927 — Повесть о любви
- 1929 — Океан: роман
- 1931 — Полярники: повесть
- 1932 — Сталь: повесть
- 1934 — Недра: повесть